# Victor Mopsus
Victor Mopsus, né le 31 août 1999 à Agen, est un joueur français de basket-ball.

## Biographie
Victor Mopsus est le fils de Laurent Mopsus, ancien joueur professionnel de basket-ball et désormais entraîneur.
Il est issu du centre de formation de l'Élan sportif chalonnais.
Mopsus est le plus jeune joueur à avoir participé à un match de Pro A (championnat de France de basket-ball) à quinze ans, trois mois et dix jours. Il devance ainsi des joueurs précoces comme Hervé Dubuisson, Alain Gilles ou encore Antoine Rigaudeau. Mais ce joueur est deuxième sur l'histoire en première division (créée en 1921), record détenu par Emmanuel Schmitt (quinze ans, un mois et vingt-six jours).
Après quatre années passées à Chalon-sur-Saône, il signe le 13 août 2018 un contrat de stagiaire à Boulazac. Il revient à Chalon-sur-Saône (retour de prêt) en août 2019 et part le 11 août en Nationale 1 à l'US Avignon-Le Pontet. Il signe en juin 2020 à Toulouse pour son deuxième contrat professionnel.